# Golden Boy

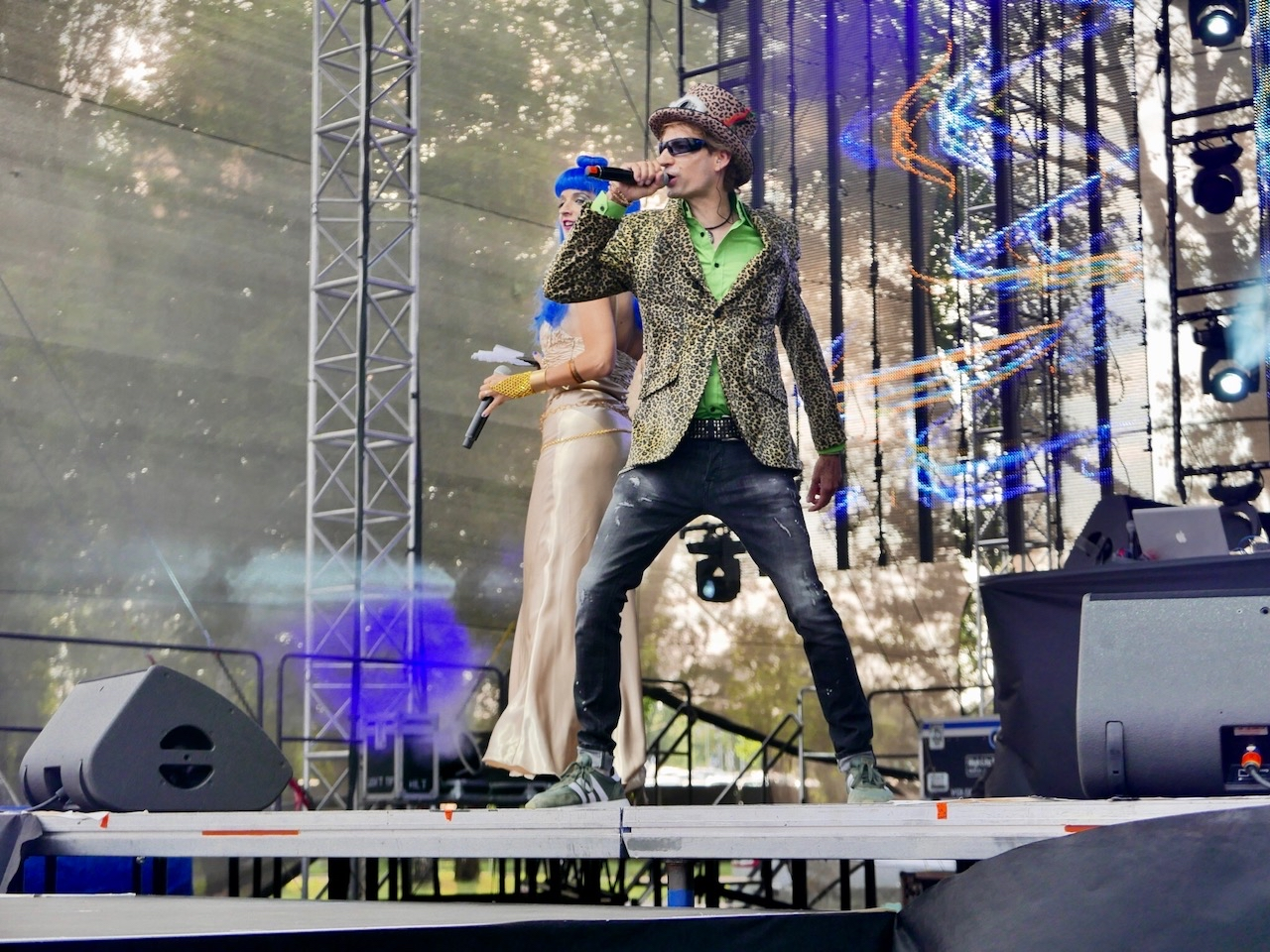
Sin With Sebastian, 2018.

Golden Boy är ett studioalbum från 1995 av den tyske sångaren och musikproducenten Sin With Sebastian. Det var det första och enda albumet som Sin With Sebastian släppte, och det blev en flopp trots att den innehöll hitsingeln Shut Up (And Sleep With Me). Även den andra singeln från albumet, Golden Boy, sålde dåligt.

## Låtlista
1. Shut Up (And Sleep With Me) (Airplay Mix) (3.43)
2. Put It On (3.28)
3. Golden Boy (Airplay Mix) (3.47)
4. He Belongs To Me (3.41; duett med Marianne Rosenberg)
5. Jungle of Love (4.24)
6. Birthday Baby (Tokio Version) (3.13)
7. Don’t Go Away (3.44)
8. When Things Go Wrong (4.47)
9. I’ll Wait For You (Live) (4.44)
10. Right Or Wrong (3.48)
11. The Journey Ends (Reprise) (6.01)
12. Shut Up (George Morel Remix (Encore)) (7.17)